# 撒台城址
撒台城址，位于宁夏回族自治区中卫市海原县郑旗乡撒台行政村王家树沟自然村，是中华人民共和国宁夏回族自治区文物保护单位之一。
2010年12月6日，授予宁夏回族自治区文物保护单位，是一座古遗址。